# Теглев, Алексей Васильевич
Алексей Васильевич Теглев (9 марта 1791 — 14 июля 1854) — флота генерал-майор, происходил из дворянского рода Теглевых.

## Биография
Образование получил в Морском кадетском корпусе, курс которого окончил в 1808 году гардемарином и затем в течение 1809—1819 годов на различных судах плавал в Балтийском море и его заливах, причём в 1809 году успел принять участие в боевых действиях на завершающем этапе русско-шведской войны.
В 1814 году он был назначен командиром транспорта «Генигкейт», который 14 июня того же года потерпел крушение у острова Большого Тютерса в Финском заливе; наряженное по этому поводу следствие выяснило, что катастрофа явилась следствием ряда неотвратимых причин, и Теглев в качестве командира судна был признан невиновным.
Получив затем в командование новый транспорт «Каледония», Теглев в 1815 году на нём совершил плавание в Немецкое море, где неоднократно бывал и в течение следующих лет на фрегатах «Аргус» и «Легкий» и кораблях «Не тронь меня» и «Ростислав».
В 1819 году он был командирован в Архангельск, где прослужил до 1822 года, когда возвратился в Кронштадт и получил назначение в офицерскую команду корвета «Фершампенауз», а несколько позже, в 1823—1824 годах, состоя на шлюпе «Свирь», принимал деятельное участие в описи южных берегов Финского залива.
В чине капитан-лейтенанта (с 30 декабря 1826 года) Теглев несколько лет на корабле «Св. Георгий Победоносец» крейсировал у Красной Горки, перевозил десанты из Кронштадта в Либаву, совершал кампании в Балтийском и в соседних с ним морях.
Произведённый в капитаны 2-го ранга, он в 1838 году был назначен смотрителем зданий Главного интендантства и в этой должности, с 6 декабря 1841 года, будучи уже капитаном 1-го ранга, прослужил до 8 апреля 1851 года, когда по расстроенному здоровью вышел в отставку с производством в генерал-майоры.
14 июля 1854 года скончался в Санкт-Петербурге, похоронен на кладбище Сергиевой пустыни.
Среди прочих наград Теглев имел орден св. Георгия 4-й степени, пожалованный ему 5 декабря 1841 года за проведение 18 полугодовых морских кампаний (№ 6558 по кавалерскому списку Григоровича — Степанова).